# Guy Coburn Robson
Guy Coburn Robson (South Woodford, 11 febbraio 1888 – Virginia Water, 17 maggio 1945) è stato uno zoologo britannico, principalmente noto per i suoi studi sui molluschi, ricordato anche per essere stato il primo a descrivere la specie Mesonychoteuthis hamiltoni, o calamaro colossale, la più grande conosciuta tra i calamari.
Dopo aver iniziato la carriera studiando presso la stazione zoologica Anton Dohrn di Napoli, nel 1911 tornò in Inghilterra, assunto dal Museo di storia naturale di Londra, sotto la guida di Edgar Albert Smith con il quale collaborò per anni assumendo l'incarico di vice curatore del dipartimento di zoologia dal 1931 al 1936. Autore di numerose pubblicazioni, principalmente sui cefalopodi, tra i quali spicca una monografia sugli Octopoda in due volumi. Descrisse per la prima volta numerosi organismi, così come suoi colleghi resero a lui omaggio con altrettanti nomi scientifici tra i quali il genere Robsonella.

## Biografia
Robson nasce e cresce con la famiglia a South Woodford l'11 febbraio 1888, a quel tempo territorio ancora compreso nell'Essex, zona recentemente integrata nella Grande Londra, collocata nella sua parte nord-orientale. Dopo essersi distinto negli studi riesce ad ottenere una borsa di studio in filologia classica al New College di Oxford, accedendovi nel 1906. Dopo un'iniziale percorso di studi decide di approfondire le scienze naturali, in particolare la zoologia, quindi, ottenuta la laurea, trasferirsi in Italia, a Napoli, per studiare presso la stazione zoologica Anton Dohrn il metabolismo dei granchi marini parassitati dai cirripedi Sacculina, genere di crostacei rizocefali dalla peculiare e semplice anatomia, sprovvista di articolazioni o segmentazioni visibili
Dopo aver trascorso un anno in Campania, nel 1913 Robson fa ritorno in Inghilterra per trovare impiego al Museo di storia naturale di Londra. Qui sotto la guida di Edgar Albert Smith inizia a occuparsi di molluschi del quale ben presto diventa un'autorità nel suo campo, studiandone l'anatomia con particolare attenzione e correlando i suoi studi con le precedenti classificazioni, principalmente derivanti dalla concologia.
Con lo scoppio della Prima guerra mondiale viene reclutato nella British Army, fornendo servizio presso la Croce Rossa e dislocato nella Royal Garrison Artillery a difesa della costa da attacchi aerei nemici. Durante un bombardamento della tedesca Luftstreitkräfte, Robson rimase ferito e traumatizzato, tanto da rimanere ricoverato per circa un anno in un ospedale militare per poi essere esonerato dal servizio, problema, quello dello shell shock, che non riuscì mai a superare completamente durante gli anni successivi. Tornato al suo lavoro presso il Museo di storia naturale, da quel momento firma numerose pubblicazioni sui cefalopodi, inclusa la sua opera più rappresentativa, A monograph of the recent Cephalopoda based on the collections in the British Museum (Natural History), una monografia sugli Octopoda in due volumi edita dallo stesso British Museum nel 1929 e nel 1932.
Nel 1931 assume l'incarico di Deputy Keeper (vice curatore) del dipartimento di zoologia del museo, incarico che mantiene fino al 1936, anno in cui scrive a due mani, assieme a Owain Richards il libro per il quale è più noto, The Variations of Animals in Nature, nel quale, oltre a mettere in mostra le sue doti di illustratore scientifico con tavole ad acquerello, sostiene che, pur non confutando che l'evoluzione abbia avuto un decorso ben stabilito, i meccanismi evolutivi sono per la maggior parte ipotetici e non dimostrati, e che le differenze tra specie affini non sono adattive. Il testo, pur se inizialmente venne giudicato positivamente nelle recensioni delle riviste scientifiche negli anni trenta, nel decennio successivo iniziò ad essere sempre più messo in discussione dalla comunità scientifica a causa, come sostenne lo storico Will Provine, del suo antagonismo alla selezione naturale, ciò nonostante è innegabile che fosse a quel tempo la più nota pubblicazione sulla tassonomia animale, almeno fino alla pubblicazione, nel 1942, di Evolution: The Modern Synthesis del genetista Julian Huxley, nel quale ne criticò la sminuizione del ruolo della selezione nell'evoluzione.
Robson comunque già dal 1935 subì il riacutizzarsi dei problemi psicologici della guerra, e un esaurimento nervoso nel 1936 lo costrinse a dimettersi passando gli ultimi anni in pensione fino al suo decesso avvenuto a Virginia Water, nella contea del Surrey, il 17 maggio 1945.

## Opere
- (EN) G. C. Robson, A monograph of the recent Cephalopoda based on the collections in the British Museum (Natural History) (PDF), Part 1: Octopodinae, London, Natural History Museum Library, 1929, DOI:10.5962/bhl.title.106032. URL consultato il 16 dicembre 2024.
- (EN) G. C. Robson, A monograph of the recent Cephalopoda based on the collections in the British Museum (Natural History), Part 2: Octopoda, London, Natural History Museum Library, 1932, DOI:10.5962/bhl.title.106032. URL consultato il 16 dicembre 2024.
- (EN) G. C. Robson e O. W. Richards, The Variations of Animals in Nature, London, New York, Toronto, Longmans, Green & Co, 1936. URL consultato il 9 dicembre 2024.

| Robson, G. C. Robson è l'abbreviazione standard utilizzata per le specie animali descritte da Guy Coburn Robson. Categoria:Taxa classificati da Guy Coburn Robson |